# Струга (Свети Ђурђ)
Струга је насељено место у саставу општине Свети Ђурђ у Вараждинској жупанији, Хрватска. До територијалне реорганизације у Хрватској налазила се у саставу старе општине Лудбрег.

## Становништво
На попису становништва 2011. године, Струга је имала 461 становника.

## Попис1991.
На попису становништва 1991. године, насељено место Струга је имало 574 становника, следећег националног састава:
| Попис 1991.‍  | Попис 1991.‍  | Попис 1991.‍ | Попис 1991.‍ | Попис 1991.‍ |
| ------------ | ------------ | ----------- | ----------- | ----------- |
|              |              |             |             |             |
| Хрвати       | Хрвати       |             | 555         | 96,68%      |
| Срби         | Срби         |             | 1           | 0,17%       |
| неопредељени | неопредељени |             | 2           | 0,34%       |
| непознато    | непознато    |             | 16          | 2,78%       |
| укупно: 574  |              |             |             |             |